# Certain answer
Nella rappresentazione della conoscenza, quello delle certain answer (traducibile letteralmente dall'inglese come "risposta certa") è l'insieme delle risposte a una certa query formato dall'intersezione di tutti i database completi coerenti con una certa base di conoscenza incompleta di riferimento. Il concetto di certain answer, indagato nella teoria delle basi di dati sin dagli anni settanta, è infatti definito in un contesto di ipotesi del mondo aperto, in cui si assume che la propria base di conoscenza sia incompleta.
Intuitivamente, le certain answer sono le risposte sicuramente vere ottenibili interrogando una base di conoscenza, considerata sia la conoscenza estensionale che le eventuali implicazioni dedotte mediante ragionamento automatico, a prescindere dalla specifica interpretazione considerata.

## Definizione
In letteratura, l'insieme delle certain answer solitamente è così definito:
{\displaystyle cert_{\cap }(Q,D)=\bigcap \left\{Q(D')|D'\!\in [\![D]\!]\right\}}
dove:
- {\displaystyle Q} è una query
- {\displaystyle D} è un database incompleto
- {\displaystyle D'} è un qualunque database completo coerente con {\displaystyle D}
- {\displaystyle [\![D]\!]} è la semantica del database

Nelle logiche descrittive, tale insieme può essere definito in modo equivalente come segue:
Date un'ontologia {\displaystyle {\mathcal {K}}=\langle {\mathcal {T}},{\mathcal {A}}\rangle } e una query {\displaystyle q({\vec {x}})} su {\displaystyle {\mathcal {K}}}, {\displaystyle cert(q,{\mathcal {K}})} è l'insieme delle tuple {\displaystyle {\vec {a}}\subseteq \Gamma } tali che, per ogni modello {\displaystyle {\mathcal {I}}} di {\displaystyle {\mathcal {K}}}, abbiamo che {\displaystyle {\mathcal {I}}\models q[{\vec {a}}]} (ovvero, {\displaystyle {\mathcal {K}}\models q[{\vec {a}}]}).
Dove:
- {\displaystyle {\mathcal {T}}} e {\displaystyle {\mathcal {A}}} sono rispettivamente la TBox e la ABox;
- {\displaystyle \Gamma } è l'alfabeto delle costanti (individui o valori) dell'ontologia;
- {\displaystyle q[{\vec {a}}]} si ottiene sostituendo le variabili libere di {\displaystyle q({\vec {x}})} con le costanti in {\displaystyle {\vec {a}}}.